# Papilio gambrisius
Papilio gambrisius là một loài bướm phượng trong [[chi Papilio thuộc họ Bướm phượng. Loài này được tìm thấy ở Serang, Moluccas, Ambon Island, Seram và Buru..

## Phân loài
- Papilio gambrisius gambrisius (Serang, Ambon)
- Papilio gambrisius colossus Fruhstorfer, 1899 (Ceram)
- Papilio gambrisius buruanus Rothschild, 1897 (Buru)